# Johannes, fils de Johannes
Johannes, fils de Johannes est un film muet français réalisé par André Hugon et Louis Paglieri, sorti en 1918.

## Fiche technique
- Titre : Johannes, fils de Johannes
- Réalisation : André Hugon et Louis Paglieri
- Adaptation : André Hugon, d'après le roman éponyme de Marcel Girette
- Société de production : Les Films André Hugon
- Société de distribution : Pathé Frères
- Pays d'origine :  France
- Langue : film muet avec les intertitres  en français
- Format : Noir et blanc — 35 mm — 1,33:1 — Muet
- Métrage : 1 115 mètres
- Genre : Film dramatique
- Durée : 37 minutes et 10 secondes
- Numéro de catalogue Pathé : 8132
- Dates de sortie :
  -  France : 19 juillet 1918

## Distribution
- André Nox
- René Lorsay
- Musidora : Gabrielle Baud